# Футбольне суперництво Аргентини та Англії
Футбольне суперництво між Аргентиною та Англією — спортивне суперництво, яке існує між національними футбольними командами двох країн, а також їхніми відповідними групами вболівальників. Ігри між двома командами, навіть ті, що є лише товариськими матчами, часто відзначаються помітними, а часом і суперечливими інцидентами.
Суперництво незвичайне тим, що воно є міжконтинентальним; зазвичай таке футбольне суперництво існує між близькими одна до одної країнами, наприклад , Франція–Італія чи Аргентина–Бразилія. Англія вважається в Аргентині одним із головних суперників національної футбольної збірної, зрівнявшись лише з Бразилією та Уругваєм. Суперництво вважається рівноправним в Англії, частково через нефутбольні події, особливо Фолклендську війну 1982 року між Аргентиною та Сполученим Королівством.
Суперництво виникло в кількох іграх у другій половині двадцятого століття. Це було викликано різними суперечливими інцидентами, зокрема в іграх між командами на чемпіонатах світу з футболу 1966 і 1986 років.
Загалом Англія має перевагу в суперництві в офіційних матчах, маючи шість перемог проти двох Аргентини та п'яти нічиїх (одна нічия — це перемога Аргентини в серії пенальті). На чемпіонаті світу Англія також лідирує над Аргентиною в очних матчах, здобувши три перемоги (у 1962, 1966 та 2002 роках) проти однієї перемоги Аргентини (1986, на додаток до перемоги в серії пенальті 1998 року).

## Рання історія

### Британський вплив на аргентинський футбол

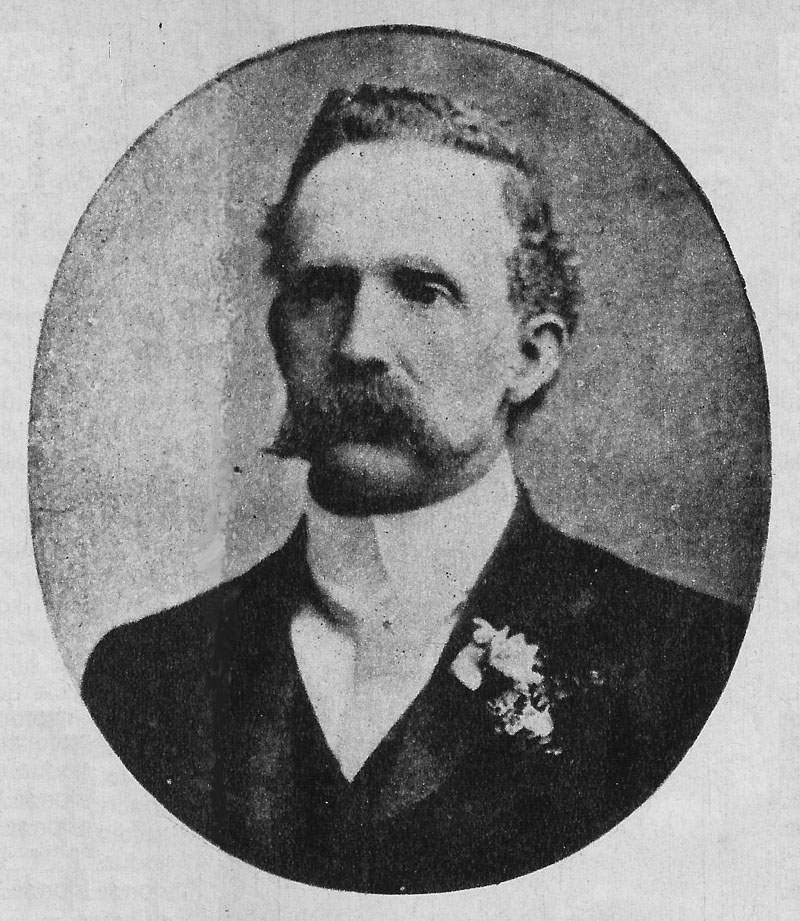
Александер Вотсон Гаттон, «батько аргентинського футболу», засновник клубу «Алумні», найкращої команди Аргентини початку ХХ століття.

У другій половині 19-го століття в аргентинській столиці Буенос-Айресі була велика британська спільнота експатріантів, яка налічувала приблизно 10 000 осіб. Як і в багатьох інших частинах світу, футбол був представлений в Аргентині англійцями. Перший зареєстрований футбольний матч, зіграний в Аргентині, був організований клубом крикету Буенос-Айреса в Палермо, Буенос-Айрес, 20 червня 1867 року між двома командами британських залізничників, White Caps і Red Caps (на початку розвитку футболу було поширеним явищем, коли команди вирізнялися кепками, а не формами).

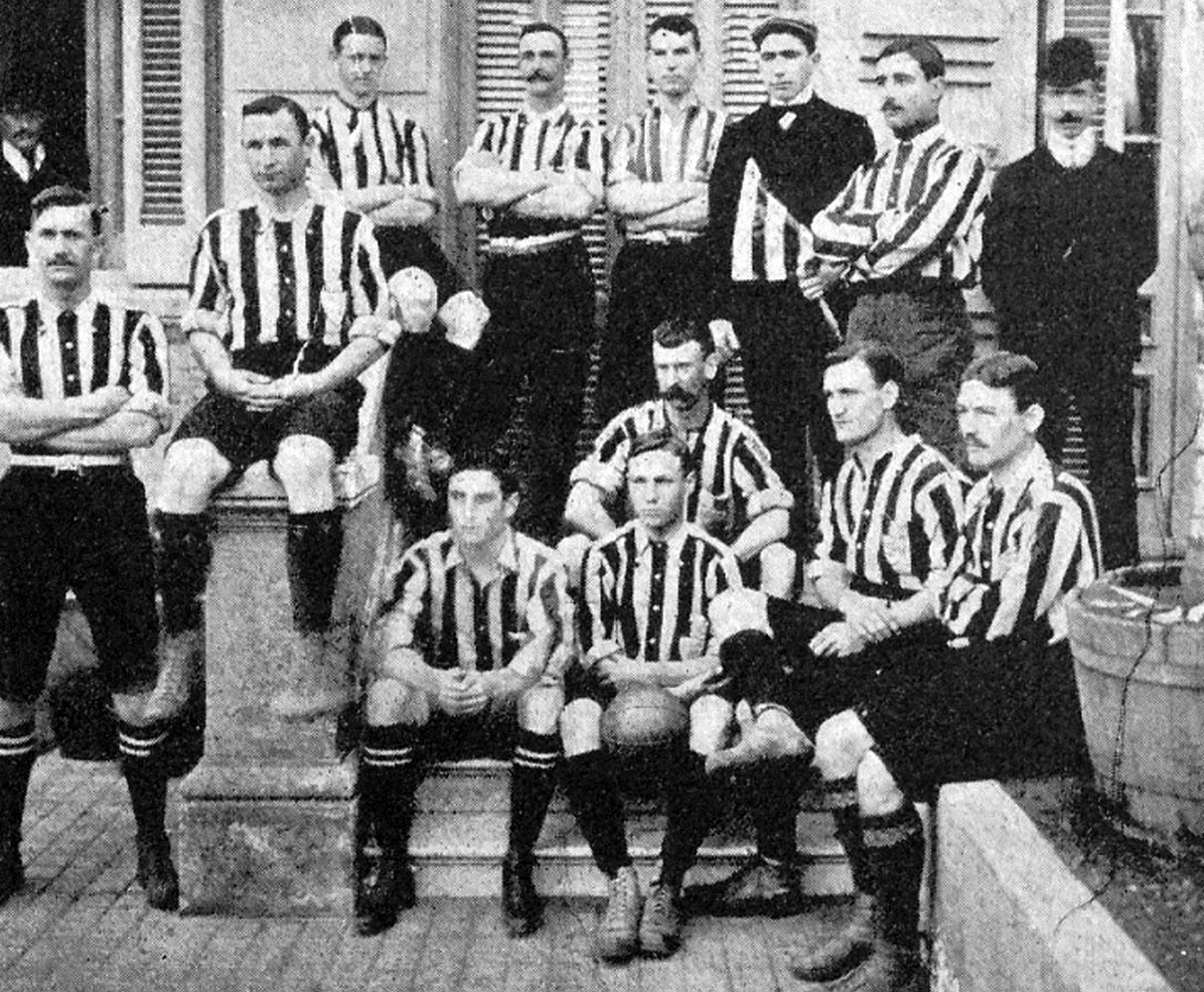
Команда «Алумні» у 1906 році.

Так званим «батьком аргентинського футболу» був шкільний вчитель з Глазго Александер Вотсон Гаттон, який викладав футбол у шотландській школі Св. Ендрю в Буенос-Айресі на початку 1880-х років. 4 лютого 1884 року він заснував англійську середню школу в Буенос-Айресі, де продовжував навчати учнів грі. У 1898 році була створена футбольна команда «Алумні», яка стала найуспішнішою командою Аргентини, вигравши загалом 22 титули, поки вона не була розпущена в 1913 році. Крім того, вона також стала першою місцевою командою, яка з рахунком 1:0 перемогла британську команду, збірну Південної Африки, яка здебільшого складалась з гравців британського походження.
У 1891 році Гаттон заснував Асоціацію аргентинської футбольної ліги. У змаганнях брали участь п'ять клубів, але був зіграний лише один сезон. Нова ліга, Футбольна ліга Аргентинської асоціації, була створена 21 лютого 1893 року і згодом стала Аргентинською футбольною асоціацією (AFA). На початках футболу в Аргентині майже всі гравці та офіційні особи були британцями-емігрантами або британцями, а найстаріші футбольні клуби в Аргентині, такі як «Росаріо Сентраль», «Ньюеллс Олд Бойз» і «Кільмес», були засновані британськими емігрантами.
У ХХ столітті турне кількох британських футбольних клубів до Південної Америки сприяли поширенню та розвитку футболу в регіоні. Першим клубом, який здійснив тур по регіону, був «Саутгемптон» у 1904 році, а потім кілька команд (в основному з Англії, хоча деякі шотландські клуби також відвідали Південну Америку) до 1929 року, а «Челсі» стала останньою командою, яка здійснила турне.
Протягом цих 25 років турів продуктивність британських команд знижувалася, тоді як стиль гри південноамериканських команд покращувався. Дійсно, «Саутгемптон» виграв усі свої матчі в 1904 році, забив 40 голів у 1904 році, тоді як «Челсі» зазнало поразки вісім разів (понад 16 зіграних ігор) у своєму турне 1929 року.
Зі зростанням популярності гри британський вплив на гру зменшився, і до 1912 року Асоціація була перейменована на «Asociación del Fútbol Argentino». Британський вплив на гру в Аргентині, однак, проявлявся в постійному використанні таких термінів, як «corner» і «wing», а не їх іспанські переклади. Назви кількох відомих команд в Аргентині також мають англійське походження, як-от «Рівер Плейт», або назви, створені під впливом мови, як-от «Бока Хуніорс», через поширеність британців у цьому виді спорту та обов'язкове використання англійської мови.
У 1940-х роках Аргентинська футбольна асоціація використовувала англійських арбітрів у своїх змаганнях.

### Перші матчі

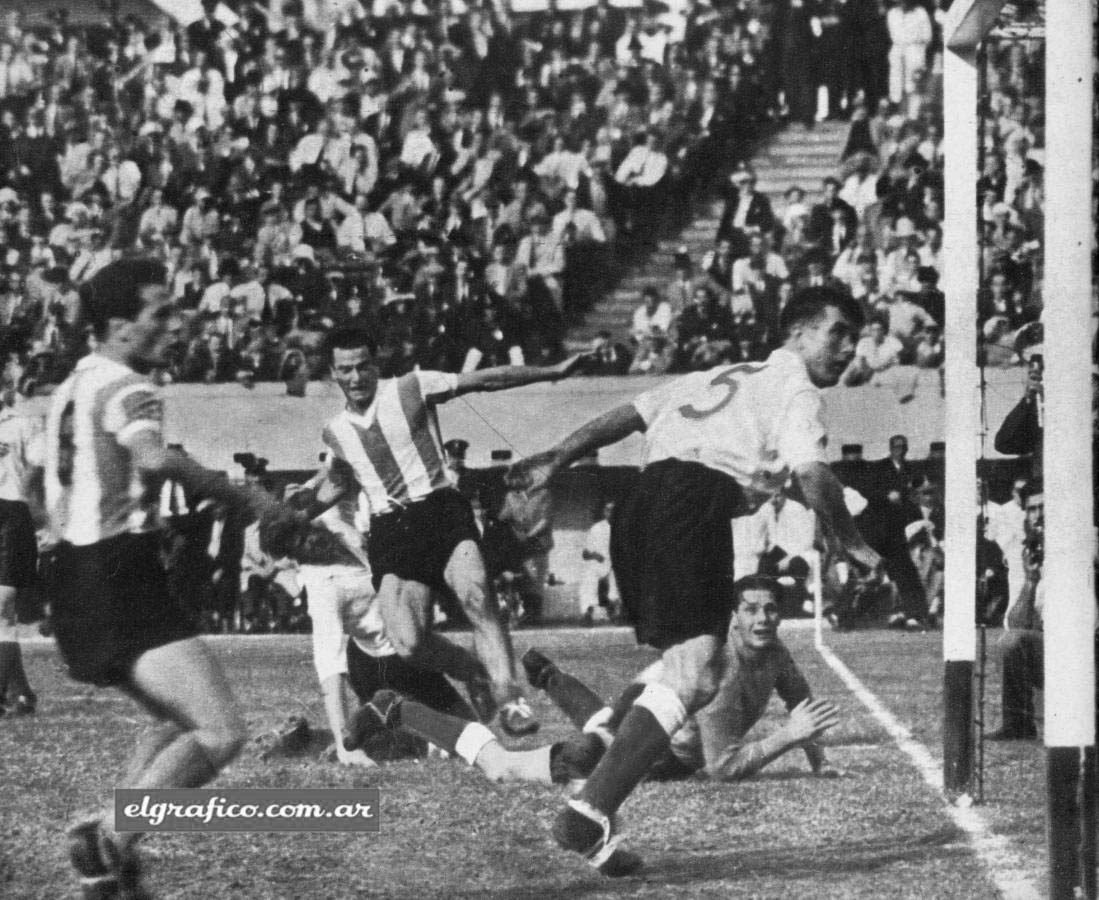
Гол, забитий Ернесто Грілло під час товариського матчу 1953 року на стадіоні «Рівер Плейт», де Аргентина перемогла з рахунком 3:1.

Аргентина була першою командою, окрім Шотландії, яка зіграла проти Англії на стадіоні Вемблі у 1951 році, коли перший повноцінний міжнародний матч між командами завершився перемогою Англії з рахунком 2:1. Вони також зіграли два матчі в 1953 році в Буенос-Айресі. Перший, який Аргентина виграла з рахунком 3:1, вважався неофіційним міжнародним матчем Англії, яка виставила резервну команду під назвою ФА XI. Незважаючи на те, що цей матч фігурує в деяких списках офіційних міжнародних ігор гравців Аргентини, він не внесений до списку повноцінних міжнародних ані АФА, ані ФІФА. Проте аргентинці вважають це першою в історії перемогою над англійцями. Після цього один аргентинський політик заявив, що «ми націоналізували залізницю, а тепер ми націоналізували футбол!».
Другий міжнародний матч 1953 року був офіційним матчем для обох команд: Англія грала найсильнішим складом за участю Альфа Ремсі, Нета Лофтгауса та Тома Фінні; Аргентина залишилася в тому ж складі, що і в першому матчі. Однак через проливний дощ гру було припинено на 23 хвилині за рахунку 0:0. Матч також встановив рекорд у 91 000 глядачів, що є найвищою відвідуваністю футбольного матчу до того часу. Наступного разу Аргентина та Англія зустрілися на чемпіонаті світу 1962 року в Чилі, де перемога Англії з рахунком 3:1 на груповому етапі призвела до вильоту Аргентини з турніру. Перша перемога Аргентини над Англією в повноцінному міжнародному матчі відбулася у червні 1964 року під час товариського турніру Кубка націй 1964 року у Бразилії, де латиноамериканці виграли 1:0 і завдяки цьому здобули трофей.

## Вирішальні моменти

### Чемпіонат світу 1966 року
Незважаючи на всю цю історію, лише на чемпіонаті світу 1966 року, який відбувся і зрештою виграла Англія, суперництво набуло часом гострої та жорстокої суперечки, яку воно і зберігає. Дві команди зустрілися в чвертьфіналі турніру, гра, яку в Аргентині називають el robo del siglo («крадіжка століття»). У цьому матчі Англія перемогла з рахунком 1:0 завдяки голу нападника Джеффа Герста, оскаржене аргентинцями через можливий офсайд.

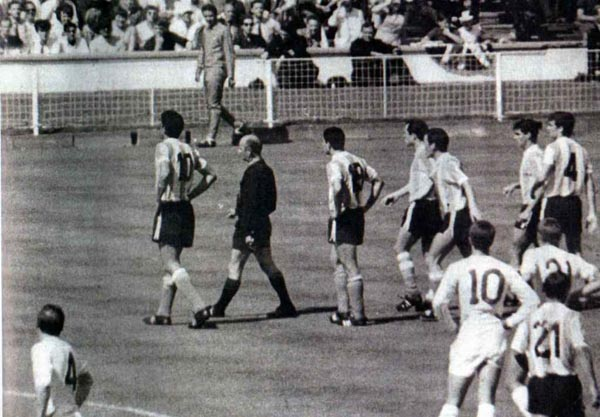
Антоніо Раттіна вилучають з поля в історичному матчі Аргентина — Англія на чемпіонаті світу 1966 року.

Однак ця гра була особливо відзначена тим, що капітан збірної Аргентини Антоніо Раттін був вилучений після того, як отримав друге попередження в грі. Аргентинці вважали друге попередження несправедливим, включаючи самого Раттіна, якого довелося виводити з поля поліцейським, оскільки він відмовився залишити поле. Раттін отримав попередження на початку матчу за випад на Боббі Чарльтона. Потім Раттін сфолив на Джеффі Герсті та отримав ще одне попередження (використання жовтих/червоних карток не буде прийнято до наступного чемпіонату світу в Мексиці) за сварку з арбітром за фол товариша по команді.
В Аргентині повідомлялося, що німецький арбітр Рудольф Крейтлайн сказав, що він вилучив Раттіна, тому що йому не сподобалося, як той дивився на нього, тоді як британські газети цитували чиновника, який назвав причиною «мовне насильство», незважаючи на те, що арбітр не говорив іспанською. Схоже, Раттін мав намір поговорити з німецьким арбітром, оскільки, за словами аргентинців, він виносив рішення на користь англійської команди. Раттін зробив видимий сигнал, показуючи капітанську пов'язку та намір викликати перекладача.
Кен Астон, англійський наглядач за суддями, вийшов на поле, щоб спробувати переконати Раттіна піти, але він лише погіршив ситуацію, оскільки латиноамериканські команди вже запідозрили, що англійці та німці співпрацюють, щоб усунути їх із змагань. Після свого вилучення Раттін стиснув рукою кутовий прапор (з зображенням британського прапора), перш ніж нарешті сів на лавку. Після матчу головний тренер збірної Англії Альф Ремзі відмовився дозволити своїм гравцям помінятися футболками з аргентинцями (як це традиційно відбувалось після завершення футбольного матчу), а пізніше назвав південноамериканців «тваринами» в пресі. Аргентинська преса та громадськість були обурені, і одна аргентинська газета опублікувала фотографію офіційного талісмана чемпіонату світу, Віллі, одягненого в піратські регалії, щоб продемонструвати свою думку про збірну Англії.

### Чемпіонат світу 1986 року

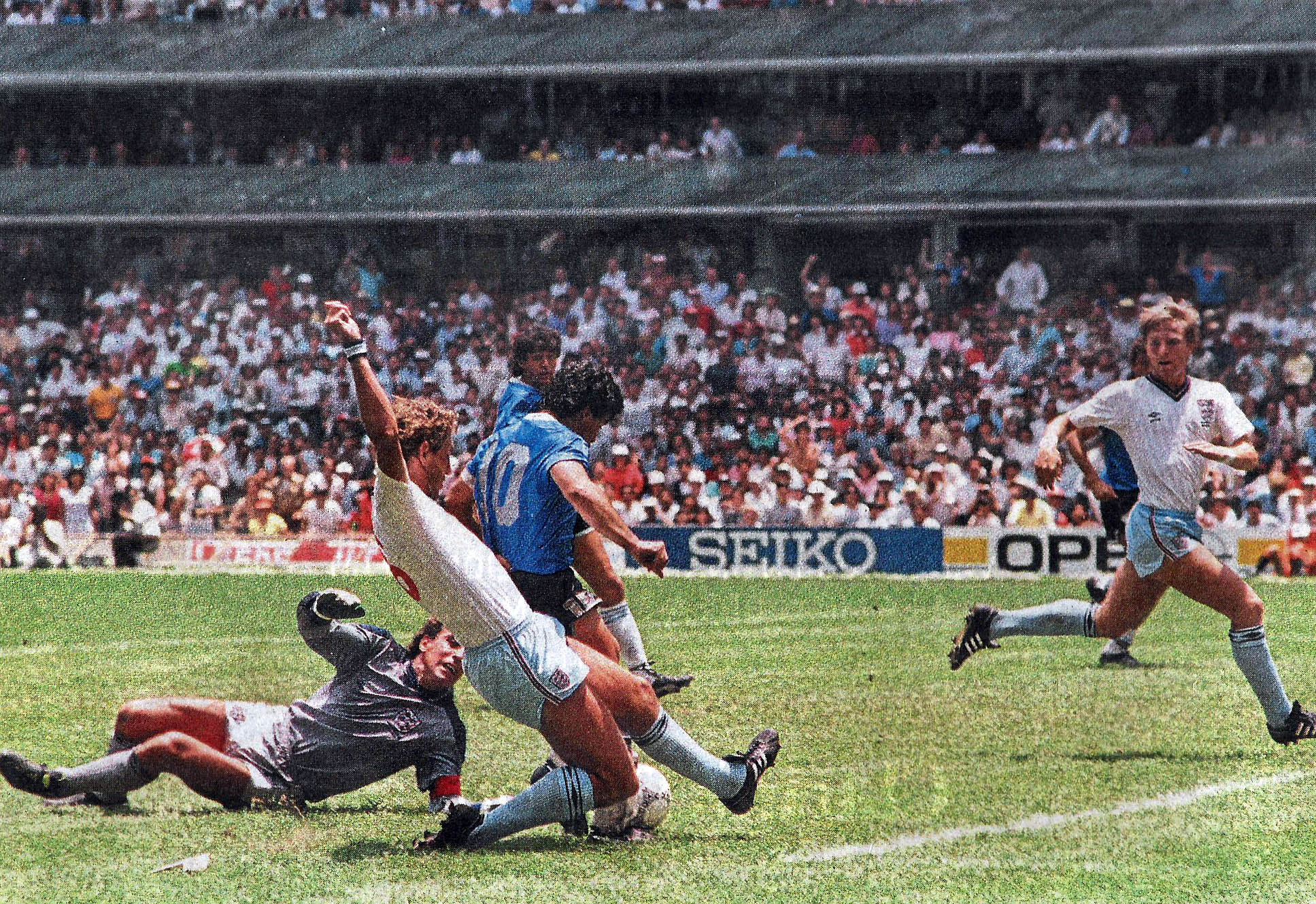
Дієго Марадона забиває свій другий гол у чвертьфіналі чемпіонату світу 1986 року після дриблінгу у ворота Пітера Шилтона.

Суперництво між сторонами тривало в товариських матчах у 1974, 1977 та 1980 роках. Матч на «Вемблі» в 1974 році обслуговував аргентинський арбітр, який за п'ять хвилин до кінця призначив пенальті у ворота господарів, який реалізував Маріо Кемпес, щоб забезпечити нічию 2:2. У Буенос-Айресі в червні 1977 року нічия 1:1 між командами була затьмарена бійкою Даніеля Бертоні і Тревора Черрі, який призвів до вилучення обох гравців. У 1980 році збірна Англії перемогла Аргентину з рахунком 3:1 на «Вемблі» в менш суперечливому матчі, який став першою появою Дієго Марадони у грі проти Англії.
Наступна офіційна гра між двома командами відбулася на чемпіонаті світу 1986 року в Мексиці, знову на стадії чвертьфіналу. Зустріч стала особливо гарячою через Фолклендську війну 1982 року між Аргентинською Республікою та Сполученим Королівством чотири роки тому, і багато хто в Аргентині побачив у грі можливість помститися Англії.
Аргентина вийшла вперед завдяки суперечливому голу Марадони, який рукою забив м'яч у сітку. Туніський арбітр Алі Бін Насер зарахував гол, що розлютило англійську команду та її вболівальників. Гол, який назвали «рукою Бога» після того, як Марадона нахабно описав, як він був забитий, став сумно відомим в Англії, особливо тому, що Англія програла гру, а Аргентина пізніше виграла турнір.
Також у цій грі Марадона забив другий гол, визнаний у 2002 році найкращим голом в історії чемпіонатів світу, перш ніж англійський нападник Гарі Лінекер відіграв один гол, але Англія не змогла забити ще раз і програла з рахунком 1:2. Незважаючи на майстерність свого другого голу, Марадона писав у своїй автобіографії, що «іноді мені здається, що я віддав перевагу голу рукою. Це було трохи схоже на крадіжку гаманця англійців». Він також писав, посилаючись на Фолклендський конфлікт, що «це було так, ніби ми перемогли країну, а не просто футбольну команду. Хоча ми сказали перед грою, що футбол не має нічого спільного з війною на Фолклендських островах, ми знали, що вони вбили там багато аргентинських хлопців, вбили їх, як маленьких пташок. І це була помста».
Наприкінці гри гравець збірної Англії Стів Годж помінявся футболками з Марадоною, а пізніше продав футболку на аукціоні за 7,1 мільйона фунтів. Марадона похвалив англійців за те, що вони не використовували грубу тактику, як інші команди, які часто фолили і збивали його.
Ця гра значно посилила суперництво між двома командами в Англії, де вони вважали, що їх вибили з змагань рукою Марадони. Важливість обох голів для англійців можна побачити в тому, що вони були обрані шостими у списку 100 найкращих спортивних моментів у 2002 році за версією Channel 4. Тим часом в Аргентині цю гру сприймали як помсту за Фолклендську війну та за те, що вони досі вважають нечесною грою на чемпіонаті світу 1966 року.

### Товариський матч 1991 року
25 травня 1991 року на «Вемблі» відбувся товариський матч між двома командами. Аргентина, тепер під керівництвом Альфіо Басіле, готувалася до майбутнього Кубка Америки 1991 року, який вони виграли. Південноамериканці мали нове покоління гравців, які переважно грали на місцевому рівні, замінивши дуже успішну групу гравців, о виступали на двох попередніх чемпіонатах світу. Гра в основному проходила під контролем Англії, але ближче до кінця Аргентина відігралася, програючи в два м'ячі, і зіграла внічию 2:2, а Клаудіо Гарсія та Даріо Франко забили головами.
Незважаючи на те, що результат не був перемогою, в Аргентині святкували результат, особливо тому, що обидва аргентинські голи були забиті з кутових, які в Аргентині розглядалися як частина гри, в якій англійці зазвичай перевершували.

### Чемпіонат світу 1998 року
Наступна зустріч між двома країнами відбулася в 1/8 фіналу чемпіонату світу 1998 року в Сент-Етьєні, Франція. У грі було багато цікавих аспектів, включаючи гол, який вважається одним із найкращих голів Англії в історії, забитий молодим нападником Майклом Оуеном.
Також матч запам'ятався тим, що Девід Бекхем отримав червону картку. Дієго Сімеоне сфолив на Бекхемі, і коли Сімеоне підвівся, він потерся кісточками пальців об потилицю Бекхема, а Бекхем лежачи обличчям вниз на полі, замахнувся ногою на Сімеоне, після чого аргентинець впав, і арбітр видалив Бекхема.
Граючи вдесятеро, Англія витримала атаки аргентинців, і в останні моменти гри під час боротьби в аргентинському штрафному Сол Кемпбелл головою перекинув м'яч у ворота. Коли гравці Англії почали святкувати переможний гол, суддя показав фол, який Алан Ширер вчинив проти аргентинського воротаря перед голом, і скасував його. Наступний штрафний удар був виконаний дуже швидко, поки гравці Англії ще святкували, і їм довелося кинутися назад, щоб не дати аргентинцям забити.
Рахунок 2:2 залишився рівним до кінця додаткового часу. У наступній серії пенальті, яка вирішила гру, Аргентина перемогла з рахунком 4:3 після того, як воротар Карлос Роа відбив два удари англійців.
Одразу після гри англійська преса зневажила Бекхема за його гру; Заголовок у газеті The Daily Mirror наступного дня описав збірну Англії так: «10 героїчних левів, один дурний хлопець», після чого Сімеоне зробив наступне «зізнання», де він визнав, що імітував травму від удару, щоб спровокувати Бекхема і всі його товариші по команді закликали арбітра дати англійцю червону картку. Однак Sports Illustrated критикував театральність аргентинців у цій події, заявивши, що Сімеоне спочатку кинув «важкий виклик» Бекхему, а потім «впав як тонна цегли», щоб Бекхема вилучили, зазначивши, що аргентинці використовували подібні «театральні дії» в їхньому наступному матчі проти Нідерландів, у результаті якого голландський гравець був вилучений (однак Аргентина програла цей матч з рахунком 1:2.

### Чемпіонат світу 2002 року
Ще один товариський матч відбувся в 2000 році, знову на «Вемблі», і закінчився з рахунком 0:0. Потім команди ще раз зустрілись на груповому етапі чемпіонату світу 2002 року. Оскільки Аргентина вибила Англію на двох з трьох попередніх чемпіонатах світу, на яких вони брали участь, напруга в Англії була високою. Цю напругу підняла збірна Англії, яка здобула лише нічию в стартовому матчі проти Швеції, а це означало, що їй потрібен був хороший результат проти Аргентини, щоб уникнути вильоту зі змагань.
Девід Бекхем, який тоді був капітаном збірної Англії, забив єдиний гол у матчі, реалізувавши пенальті за фол Маурісіо Почеттіно проти Майкла Оуена, чим багато хто вважав, що в очах англійської спортивної громадськості Бекхем викупився за його вилучення чотири роки тому. Як описав The Times у своєму звіті про матч, «обвинувачений у зв'язку з червоною карткою, яка допомогла виключити Англію з чемпіонату світу 1998 року від рук Аргентини, він прокидається цього ранку зі своїм ореолом яскравішим, ніж будь-коли». Незважаючи на натиск аргентинських гравців наприкінці другої половини гри, Англія зберегла рахунок і перемогла з рахунком 1:0, і частково в результаті цього Аргентина (один із фаворитів на перемогу перед турніром) не вийшла з групи. Це аргентинське приниження багато хто вважав належною помстою за попередню брудну та шахрайську тактику Аргентини в іграх 1986 та 1998 років.
Незважаючи на те, що аргентинські гравці та публіка розкритикували призначення пенальті, гра загалом пройшла в хорошому, хоча й дуже змагальному дусі, і не було жодної гіркоти, яка вплинула на зустрічі 1966, 1986 та 1998 років. Дієго Сімеоне та Девід Бекхем, зіткнення яких у зустрічі 1998 року призвело до вилучення Бекхема, потиснули один одному руки в середині гри.
Як і очікувалося, аргентинські вболівальники були вкрай розчаровані результатом цього матчу та наступною нічиєю зі Швецією. Нова «суперечка» виникла серед уболівальників після гри, коли з'явилась думка, що аргентинський капітан Хуан Себастьян Верон навмисно знизив якість своєї гри, тому що йому довелося повернутися до Англії, щоб грати з Манчестер Юнайтед. Втім Верон заперечив це звинувачення.

### Товариський матч 2005 року
Остання гра між двома збірними відбулася на нейтральному полі в Женеві 12 листопада 2005 року, коли дві команди, обидві з яких уже кваліфікувалися на чемпіонат світу 2006 року, зустрілися в товариському матчі. Обидві команди грали основою і Англія переграла Аргентину з рахунком 3:2 за допомогою голів Майкла Оуена після навісів Стівена Джеррарда та Джо Коула в кінцівці гри. Англійська преса та публіка з ентузіазмом сприйняли результат і виступ. Загальний характер матчу також був менш жорстоким, ніж у попередніх випадках. Ця перемога збірної Англії стала першим випадком, коли одна зі команд виграла другий очний матч поспіль.

## Список матчів
Нижче наведено список матчів між збірними:
| #          | Дата              | Місто          | Стадіон       | Переможець | Рахунок      | Турнір               | Автор(и) голів (Аргентина) | Автор(и) голів (Англія) |
| ---------- | ----------------- | -------------- | ------------- | ---------- | ------------ | -------------------- | -------------------------- | ----------------------- |
| 1          | 9 травня 1951     | Лондон         | Вемблі        | Англія     | 2–1          | Товариський матч     | Боє                        | Мортенсен, Мілберн      |
| [ note 1 ] | 14 травня 1953    | Буенос-Айрес   | Рівер Плейт   | Аргентина  | 3–1          | Товариський матч     | Грільйо (2), Мічелі        | Тейлор                  |
| 2          | 17 травня 1953    | Буенос-Айрес   | Рівер Плейт   | Не дограно | 0–0          | Товариський матч     |                            |                         |
| 3          | 2 червня 1962     | Ранкагуа       | Ель-Теньєнте  | Англія     | 3–1          | Чемпіонат світу 1962 | Санфіліппо                 | Флаверс, Чарлтон, Грівз |
| 4          | 6 червня 1964     | Ріо-де-Жанейро | Маракана      | Аргентина  | 1–0          | Кубок націй 1964     | А. Рохас                   |                         |
| 5          | 23 липня 1966     | Лондон         | Вемблі        | Англія     | 1–0          | Чемпіонат світу 1966 |                            | Герст                   |
| 6          | 22 травня 1974    | Лондон         | Вемблі        | Нічия      | 2–2          | Товариський матч     | Кемпес (2)                 | Ченнон, Вортінгтон      |
| 7          | 12 червня 1977    | Буенос-Айрес   | Бока Хуніорс  | Нічия      | 1–1          | Товариський матч     | Бертоні                    | Пірсон                  |
| 8          | 13 травня 1980    | Лондон         | Вемблі        | Англія     | 3–1          | Товариський матч     | Пассарелла                 | Д. Джонсон (2), Кіган   |
| 9          | 22 червня 1986    | Мехіко         | Ацтека        | Аргентина  | 2–1          | Чемпіонат світу 1986 | Марадона (2)               | Лінекер                 |
| 10         | 25 травня 1991    | Лондон         | Вемблі        | Нічия      | 2–2          | Challenge Cup        | К. Гарсія, Франко          | Лінекер, Платт          |
| 11         | 30 червня 1998    | Сент-Етьєн     | Жоффруа Гішар | Нічия      | 2–2 (4–3 п.) | Чемпіонат світу 1998 | Батістута, Санетті         | Ширер, Оуен             |
| 12         | 23 лютого 2000    | Лондон         | Вемблі        | Нічия      | 0–0          | Товариський матч     |                            |                         |
| 13         | 7 червня 2002     | Саппоро        | Саппоро Доум  | Англія     | 1–0          | Чемпіонат світу 2002 |                            | Бекхем                  |
| 14         | 12 листопада 2005 | Женева         | Стад де Женев | Англія     | 3–2          | Товариський матч     | Креспо, Самуель            | Руні, Оуен (2)          |

Примітки
1. ↑  Асоціації Англії та Аргентини не вважають цей матч повноправним міжнародним матчем, тому він не включений до нумерованого списку.[10][11][9]
2. ↑  Залишено через 20 хвилин через дощ.
3. ↑  Аргентина перемогла по пенальті

## Статистика матчів
| Турнір          | Ігор | Перемог Аргентини | Нічиїх | Перемог Англії | Голів Аргентини | Голів Англії |
| --------------- | ---- | ----------------- | ------ | -------------- | --------------- | ------------ |
| Чемпіонат світу | 5    | 1                 | 1      | 3              | 5               | 8            |
| Товариські      | 9    | 1                 | 4      | 3              | 10              | 13           |
| Всього          | 14   | 2                 | 5      | 6              | 15              | 22           |

Примітки
1. ↑  Матч 1998 року, який Аргентина виграла по пенальті після нічиєї 2:2, тут включено як нічию.
2. ↑  Матчі у незначних змаганнях включені сюди як товариські матчі. Неофіційний матч 1953 року не включено до цих результатів, а перерваний матч 1953 року не включено до загальної кількості перемог/нічиї/поразок.

## Клубний рівень
На клубному рівні матчі також були напруженими. Аргентинські та англійські клуби не мали багато шансів зіграти один проти одного, але коли вони це робили, траплялися помітні інциденти. Найбільш пам'ятні матчі відбулися в нині не існуючому Кубку Європи/Південної Америки. У 1968 році «Естудіантес де Ла-Плата» грав проти «Манчестер Юнайтед» за Кубок, відомий тоді як Міжконтинентальний кубок. Перший матч відбувся в Буенос-Айресі, де вболівальники «Естудіантеса» були дуже голосними, а гра проходила в дуже контактній манері та зі спірною червоною карткою і завершилась перемогою господарів 1:0. Вдома «Манчестер Юнайтед» не зміг компенсувати відставання, зігравши внічию 1:1, і «Естудіантес» виграв титул.
Через дев'ять років, у 1977 році, «Ліверпуль» відмовився грати проти «Бока Хуніорс» у цьому ж турнірі, тож «Бока» зіграла проти фіналіста Кубка чемпіонів «Боруссії» і здобула свій перший кубок, а у 1978 році «Ліверпуль» заявив про «конфлікти планування» і кубок не розігрувався.
Під час європейського туру 1978 року «Рівер Плейт» аргентинська команда здобула перемогу над «Шеффілд Юнайтед» з рахунком 2:1. Матч відбувся на «Бремолл Лейн» в рамках переходу Алехандро Сабельї в англійський клуб.
У 1984 році «Індепендьєнте» зіграв з «Ліверпулем» за трофей, який на той момент був перейменований на Кубок Тойоти. Формат також змінився: один матч проводився в Японії. «Індепендьєнте» переміг з рахунком 1:0 завдяки голу Хосе Перкудані.
На Кубку миру 2007,що проходив у Японії, між аргентинською командою «Рівер Плейт» і англійським клубом «Редінгом» гра завершилася перемогою аргентинців з рахунком 1:0. Так само на Кубку Едмонтона 2009 року в Канаді «Рівер Плейт» переміг «Евертон» з рахунком 1:0, а єдиний гол забив Аріель Ортега.
Останній матч між англійським і аргентинським клубом відбувся між «Арсеналом» і «Бока Хуніорс» у липні 2011 року. Товариський матч відбувся в Лондоні в рамках щорічного Emirates Cup.

## Поведінка вболівальників
Значну частину барвистості та гостроти цьому суперництву додають самі вболівальники. Хоча матчі перед Фолклендською війною 1982 року викликали інтерес і емоції, саме війна підігрівала пристрасті та посилювала це суперництво. Перед грою 1986 року вболівальники з обох країн влаштували бійки на вулицях Мехіко і на стадіоні, в тому числі англійські прапори, вкрадені аргентинськими вболівальниками, і багато англійців, поранених аргентинськими баррас-бравас
Однак під час ігор поведінка обох сторін була загалом мирною;